# Mamadou Fall
Mamadou Ibra Mbacke Fall (nascut el 21 de novembre de 2002) és un futbolista professional senegalès que juga com a central al Barcelona Atlètic de Primera Federació.

## Carrera de club
Nascut a Rufisque, Senegal, Fall es va traslladar a Orlando, Florida, als Estats Units per unir-se a l'Acadèmia Montverde com a part de Sport4Charity, una organització dirigida per l'exfutbolista internacional pel Senegal Salif Diao. El 5 de juny de 2021, Fall va fitxar pel club de futbol de la Major League Los Angeles FC, signant-hi un contracte de dos anys.
L'11 de juny de 2021, Fall va ser cedit pel Los Angeles FC al seu afiliat al campionat de la USL Las Vegas Lights. Va fer el seu debut com a professional amb el club més tard aquella nit contra el San Antonio FC, titular i jugant 79 minuts en un empat 1-1. El 3 de setembre de 2021, Fall va marcar un doblet en una victòria per 4-0 sobre l'Sporting Kansas City.
El 25 d'agost de 2022, Fall va ser cedit al Vila-real CF a Espanya fins al juny de 2023, on s'havia entrenat prèviament amb els seus equips juvenils. L'endemà es va confirmar el contracte de cessió, amb el jugador adscrit al filial de Segona Divisió.
Després d'un període de cessió al Barcelona Atlètic, el filial del FC Barcelona, durant la temporada 2023-24 a Primera Federació, el 22 de juliol de 2024 Fall es va incorporar al club de manera indefinida, i hi va signar un contracte de dos anys, amb opció per dues temporades més.

## Carrera internacional
Fall va ser convocat amb la selecció sub-17 del Senegal el 2019.